# اسلام‌آباد (نصرت‌آباد، یک)
اسلام‌آباد یا مهرآباد روستایی در دهستان نصرت‌آباد بخش نصرت‌آباد شهرستان زاهدان استان سیستان و بلوچستان ایران است.

## جمعیت
بر پایه سرشماری عمومی نفوس و مسکن در سال ۱۳۹۵ جمعیت این مکان ۷۶ نفر (۱۵ خانوار) بوده‌است.